# リチャード・ブーン
リチャード・ブーン（Richard Boone、1917年6月18日 - 1981年1月10日）は、アメリカ合衆国の俳優。カリフォルニア州出身。

## パラディン
1950年代から戦争映画や歴史劇、西部劇で重厚な役を演じるバイプレーヤーとして知られているが、日本では1960年代初めにテレビで放映された30分番組「西部のパラディン」の主人公役の俳優として記憶されている。彼が演じた中世の騎士を意味する名を持つ主人公は、口髭をはやし黒ずくめの服装、握りにチェスの駒が刻まれた拳銃を携えたキャラクターで、テレビ西部劇のヒーローの中でもお洒落感覚を持った特異なガンマンである。
映画では、1960年にジョン・ウエインが製作・監督した西部劇「アラモ」でサム・ヒューストン将軍を演じ、また1976年にはウエイン最後の出演作であった「ラスト・シューティスト」で決闘相手の役を演じている。

## 出演作品

### 映画
- 大統領の堕ちた日 (1983年)
- 武士道ブレード (1980年) 　※日本未公開
- 大いなる眠り (1978年)
- ラスト・シューティスト (1976年) - スイーニー
- 極底探険船ポーラーボーラ (1976年)  - マステン・トラスト
- 暗殺者の賭け (1972年)
- 暗闇の中の殺意 (1971年)
- 100万ドルの血斗 (1971年)
- クレムリンレター／密書 (1969年)
- アレンジメント／愛の旋律 (1969年)
- 私は誘拐されたい (1968年)
- 太陽の中の対決 (1967年)
- 大将軍 (1965年)
- リオ・コンチョス (1964年)
- 独立騎兵隊 (1961年)
- アラモ (1960年) - サム・ヒューストン将軍
- デス・プラン 呪いの地図(1959年)
- ガーメント・ジャングル (1959年) - アーティ・ラヴィッジ
- 反撃の銃弾 (195年)
- 不沈母艦サラトガ (1956年)
- 全艦発進せよ (1956年)
- 十人のならず者 (1955年)
- 星のない男 (1955年)
- 本家・ドラグネット (1954年)
- 七人の脱走兵 (1954年)
- レッド・リバー (1954年)
- 十二哩の暗礁の下に (1953年)
- 聖衣 (1953年) - ピラト(キリストに死刑を命じた提督)
- 綱渡りの男 (1953年)
- 草原の追跡 (1952年)  - サリナス少佐
- 赤い空 (1952年)
- 荒野の襲撃 (1952年)
- 砂漠の鬼将軍(1951年)
- 地獄の戦場(1950年)
- アラモ(1960年)
- ラスト・シューティスト(1976年)

### テレビ
- 西部のパラディン(1957年～1960年)
  - 1960年4月に最初にNHKで放送された時はこの題名だが、1961年10月からTBS系で放送された時は「西部の男パラディン」そしてその後「パラディン」と改題されている。
- メディック(1954年)　
  - テレビでの最初のメディカルドラマ。医師コンラッド・スタイナー役を演じた。
- Hec Ramsey（1971年 - 1973年)
  - NBCミステリー・ムービー[1]第4作品（ブーンはラムゼイ保安官役）。日本未放映。